# Ungelöste Probleme der Mathematik
Im Prinzip lassen sich beliebig viele ungelöste mathematische Probleme beschreiben, denn das Themengebiet der Mathematik ist unbegrenzt. Dennoch haben sich in der Geschichte der Mathematik mehrfach wichtige ungelöste Probleme herauskristallisiert, die innerhalb der Wissenschaft als bedeutend anerkannt wurden und an deren Lösung daher mit besonderem Eifer gearbeitet wurde und wird. Dabei kann auch der Fall eintreten, dass das Problem innerhalb des vorausgesetzten formalen Systems prinzipiell unlösbar (nicht entscheidbar) ist.
Häufig wird auch nach möglichst effizienten Algorithmen zur Lösung mathematischer Probleme gesucht (wie die Frage der Bestimmung des diskreten Logarithmus bei großen Zahlen oder das Travelling Salesman Problem), wofür es in der Informatik eine Einteilung nach Schwierigkeitsklassen gibt (Komplexitätstheorie). Siehe dazu Liste ungelöster Probleme der Informatik.

## Millennium-Probleme
Zuletzt stellte im Jahr 2000 das Clay Institute in Cambridge, Massachusetts, die sieben (aus seiner Sicht) wichtigsten ungelösten Probleme der Mathematik vor und lobte für eine veröffentlichte Lösung ein Preisgeld von jeweils einer Million US-Dollar aus. Bisher wurde eines der sogenannten Millennium-Probleme gelöst, als Grigori Perelman durch seinen Beweis der allgemeineren Geometrisierung von 3-Mannigfaltigkeiten im Oktober 2002 die Poincaré-Vermutung verifizieren konnte.

## Hilbertsche Probleme
Als Vorbild für das Clay Institute diente offensichtlich David Hilbert, der am 8. August 1900 auf dem Internationalen Mathematikerkongress in Paris 23 bis dahin ungelöste Probleme der Mathematik formulierte. 13 dieser Probleme sind bisher umfassend „gelöst“ worden, wobei die Lösung in einigen Fällen in dem Beweis besteht, dass eine Lösung unmöglich oder die zu Grunde liegende Fragestellung nicht entscheidbar ist (siehe z. B. Hilberts erstes Problem). Zu dreien von ihnen sind noch keine befriedigenden Resultate vorhanden. Bei einigen Problemen erwies sich im Lauf der weiteren Entwicklung der Mathematik, dass die Fragestellung zu eng gefasst war und neu interpretiert werden musste, andere waren von Hilbert bewusst sehr vage formuliert (wie das der Axiomatisierung der Physik), so dass sie eher Hinweise auf von Hilbert damals als wichtig angesehene Forschungsfelder sind. Als prominentestes ungelöstes Problem gilt weiterhin die Riemannsche Vermutung, die ebenfalls in der Clay-Liste enthalten ist. Ein weiteres bekanntes Problem der Liste ist die Goldbachsche Vermutung.

## Smale-Probleme
1998 stellte Stephen Smale eine Liste von 18 mathematischen Problemen auf, angeregt durch eine Aufforderung von Wladimir Arnold, einen Ersatz für die Hilbert-Liste für das neue Jahrhundert zu finden. Wladimir Arnold ist selbst für seine mathematischen Probleme bekannt, die auch in einem Buch veröffentlicht wurden.

## Weitere bekannte ungelöste Probleme und Fragen

### Algebra
- im Umkreis des Burnside-Problems (nach William Burnside) gibt es nach wie vor ungelöste Vermutungen, zum Beispiel: für welche natürlichen Zahlen m, n ist die freie Burnside-Gruppe {\displaystyle B(m,n)} endlich? Dabei ist m der Rang (Anzahl Generatoren) und n der Exponent (es gibt ein kleinstes {\displaystyle n} so dass {\displaystyle g^{n}=1} für alle Gruppenelemente)
- Hadamard-Vermutung über die Existenz von Hadamard-Matrizen.
- Umkehrproblem der Galoistheorie

### Analysis, Dynamische Systeme
- Vermutung von Mark J. Ablowitz, A. Ramani, Harvey Segur über die Anwendbarkeit der Inversen Streutransformation bei nichtlinearen partiellen Differentialgleichungen vom Evolutionstyp, nämlich dass diese Reduktionen auf gewöhnliche nichtlineare Differentialgleichungen mit Painlevé-Eigenschaft besitzen.
- Ist die Mandelbrotmenge überall lokal zusammenhängend? Das Problem ist eines der Hauptprobleme der komplexen Dynamik (MLC-Vermutung). Aus einer positiven Antwort würde folgen, dass die Mandelbrotmenge hyperbolisch ist.
- Vermutung von Alexandre Eremenko: Sei {\displaystyle f} eine ganze transzendente komplexe Funktion, dann ist jede zusammenhängende Komponente der Entkommensmenge E (Escaping Set, das heißt die {\displaystyle z\in \mathbb {C} } für die bei Iteration {\displaystyle f^{n}(z)\to \infty }) unbeschränkt. In einer verschärften Version wird vermutet, dass es einen Bogen in E gibt, der {\displaystyle z\in E} mit {\displaystyle \infty } verbindet.
- Vermutung von Berry und Tabor (Michael Berry, Michael Tabor 1977): Im generischen Fall des Quantenchaos, Quantendynamik des geodätischen Flusses auf kompakten Riemannschen Flächen, verhalten sich der Vermutung nach die Energie-Eigenwerte der zugehörigen Hamiltonfunktion wie unabhängige Zufallsvariable, falls das zugrundeliegende klassische System exakt integrabel ist.
- Lehmer-Problem oder Mahler-Maß-Problem von Lehmer (nach Derrick Henry Lehmer) in der Analysis.
- Pompeiu-Problem der Analysis, nach Dimitrie Pompeiu (siehe dort).
- Ein von Ian Stewart[2] unter seine Liste von ungelösten Problemen aufgenommenes Problem ist die Frage, ob die „Autobahn“ ein Attraktor bei einem zellulären Automaten namens Langton’s Ameise ist (bei beliebigen Anfangsbedingungen).
- Problem invarianter Unterräume (Invariant Subspace Problem). Es handelt sich um einen ganzen Fragenkomplex, von dem je nach Wahl des zugrundeliegenden Raumes oder Operatortyps eine Reihe von Teilresultaten und offenen Fragen bekannt sind. Gefragt wird danach, ob ein Operator T in einem unendlich dimensionalen Raum H (häufig Hilbert- oder Banachräume) einen nichttrivialen invarianten Unterraum W besitzt ({\displaystyle T(W)\subseteq W}). Für Banachräume fand Per Enflo ein Gegenbeispiel. Für endlich dimensionale Vektorräume ist die Existenz invarianter Unterräume linearer Operatoren (Matrizen) dagegen die Regel (siehe Untervektorraum).
- Die HRT-Vermutung (nach Christopher Heil, Jay Ramanathan, Pankaj Topiwala 1996[3]). Gegeben seien {\displaystyle \Lambda ={(a_{j},b_{j})\in \mathbb {R} ^{2},j=1,\dots ,N}} und {\displaystyle f(x)} eine quadratintegrable komplexwertige Funktion {\displaystyle f\in L^{2}(\mathbb {R} )}, die nicht identisch verschwindet (also nicht {\displaystyle f(x)=0} für alle {\displaystyle x}). Dann behauptet die Vermutung, dass die {\displaystyle f(x-a_{j})e^{2\,\pi \,i\,b_{j}}} linear unabhängig sind. Sie ist nur für spezielle Konfigurationen {\displaystyle \Lambda } bewiesen. Die Vermutung gilt, falls die {\displaystyle {a_{j},b_{j}}} kollinear sind, falls sie auf einem Gitter liegen (und damit für bis zu drei beliebige Punkte in der Ebene). Schon für den Fall von vier Punkten in beliebiger Lage in der Ebene ist sie offen. Sie wurde aber für spezielle Konfigurationen von vier Punkten (sog. (2,2) Konfigurationen, je zwei der Punkte liegen auf zwei verschiedenen Geraden) von Ciprian Demeter und Alexandru Zaharescu bewiesen.[4] Es gibt auch Varianten, die spezielle Funktionenklassen betrachten.
- Naimark-Problem: Ist eine C*-Algebra, deren irreduzible Darstellungen alle untereinander unitär äquivalent sind, isomorph zur C*-Algebra der kompakten Operatoren auf einem Hilbertraum?
- Sendowsche Vermutung (auch Ilief-Vermutung) aus der Funktionentheorie (nach dem bulgarischen Mathematiker Blagowest Sendow, 1958). Seien die Wurzeln eines Polynoms n-ten  Grades ({\displaystyle n\geq 2}) in der komplexen Einheitsscheibe, dann hat jede Wurzel maximal den Abstand 1 von einem kritischen Punkt des Polynoms. Bewiesen für {\displaystyle n<11}.
- Bochner-Riesz-Vermutung in der harmonischen Analysis.

### Algebraische Geometrie
- Nagata-Problem über den Grad einer ebenen algebraischen Kurve mit vorgegebenen Punkten und Multiplizitäten (siehe Masayoshi Nagata)
- Jacobi-Vermutung von Ott-Heinrich Keller (siehe dort). Sei {\displaystyle f\colon \mathbb {C} ^{n}\to \mathbb {C} ^{n}} eine polynomiale Abbildung, deren Jacobideterminante nirgends verschwindet. Ist die Abbildung dann bijektiv? Sie ist eines der Probleme auf der Liste von Stephen Smale.
- Standardvermutungen für algebraische Zyklen von Alexander Grothendieck über den Zusammenhang algebraischer Zyklen und Weil-Kohomologietheorien in der algebraischen Geometrie, mit denen Grothendieck ursprünglich in den 1960er Jahren hoffte, die Weil-Vermutungen vollständig (einschließlich der Riemannvermutung) zu beweisen und eine Theorie reiner Motive zu konstruieren, was sich aber bis heute als zu schwierig erwies. Viele der Standardvermutungen würden sich aus der Vermutung von Hodge (eines der Millennium-Probleme) und deren arithmetisches Analogon, der Tate-Vermutung (von John T. Tate) ergeben.
- André-Oort-Vermutung über Shimura-Varietäten in der arithmetischen Geometrie (nach Yves André, Frans Oort). In Spezialfällen bewiesen (unter anderem Emmanuel Ullmo, Andrei Yafaev, Bas Edixhoven, Jonathan Pila, Jacob Tsimerman). Von Tsimerman, Pila nach einem Preprint und anderen 2021 gelöst.
- Auflösung von Singularitäten in der algebraischen Geometrie. Der Fall der Charakteristik 0 der zugrundeliegenden Körper wurde von Heisuke Hironaka gelöst, der Fall der endlichen Charakteristik {\displaystyle p} ist in den meisten Fällen (vier und mehr Dimensionen) offen (für Dimension zwei und drei Shreeram Abhyankar).
- Vermutung von Parschin (bzw. Vermutung von Parschin und Beilinson zusätzlich nach Alexander Beilinson) in der K-Theorie: Verschwinden der höheren rationalen K-Gruppen für glatte projektive Varietäten X über endlichen Körpern. Für dim X =0,1 bewiesen.

### Geometrie, Topologie
- Novikov-Vermutung von S. P. Nowikow in der Topologie. Die Vermutung besagt, dass die höheren Signaturen (Verallgemeinerungen der Signatur) einer Mannigfaltigkeit Homotopie-Invarianten sind.
- Baum-Connes-Vermutung von Paul Frank Baum und Alain Connes über die topologische Charakterisierung des Raums irreduzibler unitärer Darstellungen einer Gruppe (verbunden mit der K-Theorie von Operatoralgebren in der nichtkommutativen Geometrie). Aus ihr folgt die Novikov-Vermutung.
- Carathéodory-Vermutung (nach Constantin Carathéodory) in der Differentialgeometrie: jede konvexe, geschlossene, genügend glatte Fläche im dreidimensionalen euklidischen Raum hat mindestens zwei Nabelpunkte. Beispiele sind die Sphäre, in der alle Punkte Nabelpunkte sind und das verlängerte Rotationsellipsoid mit genau zwei Nabelpunkten. 1940 gab Hans Ludwig Hamburger einen Beweis für analytische Flächen.
- Weinstein-Vermutung (von Alan Weinstein): jedes Reeb-Vektorfeld in Kontaktmannigfaltigkeiten hat geschlossene Orbite (siehe Kontaktgeometrie).
- Toeplitz-Vermutung (Otto Toeplitz 1911): gibt es für jede geschlossene Jordan-Kurve ein eingeschriebenes Quadrat (das heißt alle Ecken liegen auf der Kurve)? Für Spezialfälle wie stückweise analytische Kurven (wie Polygone, Arnold Emch 1916) oder konvexe Kurven ist bekannt, dass dies zutrifft. Der allgemeine Fall ist offen.
- Dichteste Kugelpackungen in höheren Dimensionen sind meist unbekannt (der dreidimensionale Fall ist die Kepler-Vermutung). In den wichtigen Fällen der Dimension 8 und 24 wurden die schon länger vermuteten dichtesten Kugelpackungen von Maryna Viazovska als optimal bewiesen.
- Kusszahlen in verschiedenen Dimensionen.
- Die Wurstvermutung, siehe Theorie der endlichen Kugelpackungen.
- Ist der Unknoten der einzige Knoten, dessen Jones-Polynom gleich {\displaystyle 1} ist? Es wird im Allgemeinen vermutet, dass dem so ist (Knot Detection Conjecture), für Verschlingungen trifft dies allerdings nicht zu. In der Knotentheorie gibt es noch viele weitere einfach zu stellende aber ungelöste Probleme.[5]
- Es gibt verschiedene Algorithmen festzustellen, ob ein Knoten trivial ist (entknotbar) oder nicht, gibt es auch einen Polynom-Zeit Algorithmus ?
- Kakeya-Vermutung: hat eine Besikowitsch-Menge (sie enthält eine Einheitsstrecke in jeder Orientierung) im {\displaystyle \mathbb {R} ^{n}} die Hausdorff-Dimension {\displaystyle n}? (siehe Sōichi Kakeya, offen für {\displaystyle n\geq 3})
- In einer 1982 von William Thurston aufgestellte Liste von 24 Problemen[6] über 3-Mannigfaltigkeiten sind inzwischen alle bis auf eine gelöst: Gibt es zwei hyperbolische 3-Mannigfaltigkeiten deren Volumen in keinem rationalen Verhältnis zueinander steht?[7] Allgemein ist über das Volumen hyperbolischer 3-Mannigfaltigkeiten wenig bekannt.
- Hopf-Vermutung nach Heinz Hopf (es gibt mehrere davon): ein kompakter symmetrischer Raum von Rang größer 1 kann keine Riemannsche Metrik mit positiver Schnittkrümmung haben. Speziell gilt das für {\displaystyle S^{2}\times S^{2}}.
- Hilbert-Smith-Vermutung (nach Hilbert und Paul A. Smith): ist eine lokal kompakte topologische Gruppe mit treuer Gruppenwirkung in einer topologischen Mannigfaltigkeit eine Liegruppe ? (von einigen als die eigentlich korrekte Formulierung von Hilberts 5. Problem gesehen)
- Die 6-Sphäre ist neben der 2-Sphäre die einzige Sphäre, auf der fastkomplexe Strukturen existieren. Offen ist ob auf der 6-Sphäre komplexe Strukturen existieren bzw. es fehlt der Beweis, dass dem nicht so ist (Hopf-Problem nach Heinz Hopf).
- Vermutung von Falconer, Sei S eine kompakte Menge im euklidischen d-dimensionalen Raum mit Hausdorff-Dimension größer als {\displaystyle {\frac {d}{2}}}, dann hat die Menge der Abstände von Punkten in S positives Lebesgue-Maß.
- Erdős-Ulam-Problem, gibt es eine dichte Untermenge der Ebene, deren Punkte alle rationale Abstände untereinander haben ?

### Kombinatorik, Graphentheorie
- Hadwiger-Nelson-Problem: Wie viele Farben sind mindestens notwendig, um eine Ebene einzufärben, wenn je zwei Punkte mit Abstand {\displaystyle 1} unterschiedlich gefärbt sein müssen?
- Hadwigers Vermutung in der Graphentheorie
- Bestimmung von Ramsey-Zahlen wie {\displaystyle R(5,5)}
- Problem der Bestimmung der Anzahl Magischer Quadrate (nur für kleine Seitenlängen genau bekannt).
- Einheitsdistanzproblem von Paul Erdős: gesucht wird eine möglichst scharfe obere Schranke für die Anzahl {\displaystyle u(n)} der Punkte mit Einheitsdistanz voneinander für n Punkte der Ebene (siehe Einheitsdistanz-Graph).
- Das Erdős-Szekeres-Problem: Erdős und George Szekeres bewiesen 1935 (Satz von Erdős und Szekeres), dass es für jedes {\displaystyle n>3} eine Anzahl von {\displaystyle N(n)} Punkten in der Ebene in allgemeiner Lage gibt, die die Ecken eines konvexen n-Gons bilden. Erdős und Szekeres vermuteten, dass {\displaystyle N(n)=2^{n-2}+1} für alle {\displaystyle n\geq 3}.
- Harborth-Vermutung: besitzt jeder planare Graph eine Darstellung mit ganzzahligen Kantenlängen? (nach Heiko Harborth)
- Vermutung von Erdős und Gyárfás: Jeder Graph mit Grad drei oder höher enthält einen Zyklus mit einer Länge, die eine Potenz von zwei ist.
- Für welche natürlichen Zahlen {\displaystyle n} gibt es endliche projektive (oder affine) Ebenen der Ordnung {\displaystyle n}? Nur für Primzahlpotenzen? Für {\displaystyle n=12,15,18,26,30\ldots }?
- Rekonstruktionsvermutung für Graphen (Graph reconstruction conjecture) von Stanislaw Ulam und Paul J. Kelly. Wird ein Graph mit drei und mehr Knoten durch die Untergraphen, die man erhält, wenn man einen Knoten entfernt, eindeutig bestimmt? Kelly bewies dies im positiven Sinn für Bäume.
- Vermutung von Erdős-Faber-Lovász: man nehme {\displaystyle k} vollständige Graphen, jeder mit genau {\displaystyle k} Knoten. Jedes Paar dieser Graphen habe höchstens einen Knoten gemeinsam. Dann kann die Vereinigung dieser Graphen mit {\displaystyle k} Farben gefärbt werden.
- Vermutung über unter Vereinigung abgeschlossene Mengenfamilien (Union-closed sets conjecture) von Péter Frankl aus dem Jahre 1979: Man betrachte ein endliches Mengensystem von endlichen Mengen mit der Eigenschaft, dass die Vereinigungsmenge eines jeden Teilsystems wieder zu diesem Mengensystem gehört. Dann besteht die Behauptung, dass mindestens ein Element in diesen Mengen existiert, das in mindestens der Hälfte der Mengen vorkommt.
- Graziöser-Baum-Vermutung (Ringel-Kotzig)
- Formel für bzw. Werte der Zahlen {\displaystyle N(r,l)} (van-der-Waerden-Zahlen) im Satz von van der Waerden
- Totalfärbungsvermutung (Behzad, Vizing)
- Oberwolfach-Problem: Für welche 2-reguläre Graphen {\displaystyle G} mit {\displaystyle n} Knoten lässt sich der {\displaystyle K_{n}} (für {\displaystyle n} ungerade) oder der {\displaystyle K_{n}} ohne ein perfektes Matching (für {\displaystyle n} gerade) in kantendisjunkte Kopien von {\displaystyle G} zerlegen?

### Zahlentheorie
- Collatz-Problem (auch bekannt als 3n+1-Problem, Hasse-Algorithmus, Ulams Problem)
- abc-Vermutung, eine der wichtigsten offenen Fragen der Theorie diophantischer Gleichungen in der Zahlentheorie, die viele weitere wichtige Sätze zur Folge hätte. Ein Beispiel ist die ebenfalls offene Erdős-Woods-Vermutung.
- Gibt es unendlich viele Primzahlzwillinge? Oder gar Primzahlvierlinge oder Primzahlsechslinge?
- Liegt zwischen {\displaystyle n^{2}} und {\displaystyle (n+1)^{2}} stets mindestens eine Primzahl (Legendresche Vermutung)?  Sie zählt neben der Goldbachschen Vermutung, dem Problem der Primzahlzwillinge und der Frage, ob es unendlich viele Primzahlen {\displaystyle p} der Form {\displaystyle p=n^{2}+1} gibt, zu den Landau-Problemen (nach Edmund Landau).[8]
- Gibt es ungerade vollkommene Zahlen? Gibt es unendlich viele vollkommene Zahlen?
- Gibt es quasiperfekte Zahlen, das heißt natürliche Zahlen {\displaystyle n}, die gleich der Summe ihrer echten Teiler (Teiler außer 1 und {\displaystyle n}) sind?
- Beal-Vermutung von Andrew Beal (eine Verallgemeinerung der Fermatvermutung, für die Lösung lobte Beal 1 Million Dollar aus)
- Lässt sich jede ganze Zahl {\displaystyle n\not \equiv \pm 4{\pmod {9}}} als Summe dreier ganzzahliger Kuben darstellen?
- Fragen zur Existenz bzw. dem Wert verallgemeinerter Taxicab-Zahlen, z. B. gibt es {\displaystyle \operatorname {Taxicab} (5,2,n)} für {\displaystyle n\geq 2}?
- Gilbreaths Vermutung
- Giuga-Vermutung
- Singmaster-Vermutung
- Bunjakowski-Vermutung
- Vermutung von Pillai
- Gibt es unendlich viele Sophie-Germain-Primzahlen?
- Gibt es Fermat-Zahlen, die prim sind außer den fünf bekannten Fällen (den ersten fünf Fermatzahlen)?
- Vermutung von Polignac, siehe Alphonse de Polignac
- Artin-Vermutungen (nach Emil Artin), wovon es zwei gibt. Die eine Vermutung betrifft die mit komplexen endlich-dimensionalen Darstellungen {\displaystyle r} der absoluten Galoisgruppe eines Zahlkörpers verbundene L-Reihen {\displaystyle L(s,r)}, die Artin eingeführt hatte. Sie sind nach Richard Brauer meromorphe Funktionen der komplexen Variablen {\displaystyle s}. Artin vermutete, dass sie holomorph sind, eventuell mit Ausnahme eines einfachen Pols bei {\displaystyle s=1}. Die zweite Vermutung von Artin betrifft primitive Einheitswurzeln mod {\displaystyle p}. Sie besagt, dass jede ganze Zahl {\displaystyle a\neq -1}, die kein Quadrat ist, eine primitive Einheitswurzel für unendlich viele Primzahlen {\displaystyle p} ist und dass die relative Dichte dieser Primzahlen {\displaystyle p} in der Menge der Primzahlen ein rationales Vielfaches der Artinschen Konstante ist[9]. Letztere Vermutung wurde von Christopher Hooley unter Voraussetzung der verallgemeinerten Riemannvermutung bewiesen.
- Dirichletsches Teilerproblem (siehe auch Teileranzahlfunktion)
- Chowla-Vermutung (und damit verbunden Sarnak-Vermutung)
- Lindelöfsche Vermutung
- Gibt es unendlich viele reguläre Primzahlen?
- Vermutung von Andrica: {\displaystyle {\sqrt {p_{n+1}}}-{\sqrt {p_{n}}}<1} (Dorin Andrica 1985, {\displaystyle p_{n}} ist die n-te Primzahl). Bis {\displaystyle n=1{,}3002\cdot 10^{16}} bestätigt.[10]
- Totient-Problem von Lehmer in der Zahlentheorie (siehe den Artikel Derrick Henry Lehmer).
- Vermutung von Schanuel, eine zentrale Vermutung in der Theorie transzendenter Zahlen.
- Fermat-Catalan-Vermutung[11]
- Ist die Euler-Mascheroni-Konstante irrational, ist sie transzendent?
- Kummer-Vandiver-Vermutung (von Harry Vandiver, siehe dort) über die Klassenzahl von Kreisteilungskörpern
- Gibt es unendlich viele reellquadratische Zahlkörper mit eindeutiger Primfaktorzerlegung (Klassenzahl 1)? Nach heuristischen Überlegungen von Henri Cohen, Hendrik Lenstra und numerischen Rechnungen trifft dies auf etwa drei Viertel zu, ein Beweis fehlt. Bei imaginärquadratischen Zahlkörpern sind dagegen genau 9 mit eindeutiger Primfaktorzerlegung (Gaußsches Klassenzahlproblem, Kurt Heegner, Harold Stark, Alan Baker).
- Problem von Brocard und Ramanujan
- Sierpinski-Problem: Was ist die kleinste Sierpiński-Zahl?
- Nur von wenigen irrationalen Zahlen ist bekannt, ob sie normale Zahlen sind, zum Beispiel ist unbekannt, ob die Kreiszahl {\displaystyle \pi }, die Eulersche Zahl {\displaystyle e}, {\displaystyle {\sqrt {2}}} oder {\displaystyle \ln 2} normal sind. David H. Bailey und Richard E. Crandall vermuteten 2001, dass jede irrationale algebraische Zahl normal ist. Die Vermutung ist offen.
- Riesel-Problem nach Hans Riesel: Wie lautet die kleinste Riesel-Zahl? Eine Rieselzahl ist eine ungerade natürliche Zahl {\displaystyle k}, so dass {\displaystyle k\cdot 2^{n}-1} zusammengesetzt ist für alle natürlichen Zahlen {\displaystyle n}.
- Erdős-Straus-Vermutung
- Vermutung von Erdős über arithmetische Folgen (auch Vermutung von Erdős und Turan): Wenn die Menge A die Bedingung {\displaystyle \textstyle \sum _{n\in A}{\frac {1}{n}}=\infty } erfüllt enthält sie arithmetische Folgen beliebiger Länge. Aus ihr folgt der Satz von Szeméredi und der Satz von Ben Green und Terence Tao (dem Fall, dass A gleich der Menge der Primzahlen ist).
- Gibt es einen perfekten Euler-Ziegel?
- Lonely Runner Conjecture aus dem Gebiet diophantischer Approximation, aufgestellt von Jörg Wills (siehe dort)
- Littlewood-Vermutung: Sei ein Punkt in der Ebene durch reelle Koordinaten {\displaystyle (x,y)} gegeben, man betrachte dessen Bahn von Vielfachen {\displaystyle (nx,ny)} und das Produkt der Abstände zu den nächstliegenden ganzzahligen Koordinatenachsen, das auf jeden Fall kleiner oder gleich ein Viertel ist. Es konvergiert im Allgemeinen nicht, betrachtet wird daher der Grenzwert des Infimums und die Vermutung lautet: {\displaystyle \liminf _{n\to \infty }\ n\,|(nx-\lfloor nx\rfloor )\,(ny-\lfloor ny\rfloor )|=0}
- Paarkorrelationsvermutung von Montgomery (von Hugh Montgomery). Sie liefert einen Zusammenhang zwischen der Verteilung der Abstände der Nullstellen der Riemannschen Zetafunktion auf der kritischen Geraden und der Verteilung der Eigenwerte einer hermiteschen Zufallsmatrix.
- Beilinson-Vermutungen (und als Verallgemeinerung die Plektrische Vermutung von Jan Nekovar) und Bloch-Kato-Vermutung (sie ist von einer anderen, von Vladimir Voevodsky bewiesenen Bloch-Kato-Vermutung zu unterscheiden).[12][13][14] Sie verallgemeinern die Verbindung von speziellen Werten von L-Funktionen (Dedekindsche Zetafunktion) zu globalen Invarianten von Zahlkörpern in der Dirichletschen analytischen Klassenzahlformel.
- Problem von Heinrich-Wolfgang Leopoldt über das Nichtverschwinden des p-adischen Regulators für beliebige algebraische Zahlkörper.
- Welche notwendige und hinreichende Bedingung muss eine Zahl {\displaystyle n\in \mathbb {Z} } erfüllen, sodass sie als Summe von drei Kubikzahlen dargestellt werden kann?
- Vermutung von Elliott und Halberstam
- Gaußsches Kreisproblem über den Fehlerterm in der Abschätzung {\displaystyle \pi r^{2}} der ganzzahligen Gitterpunkte innerhalb eines Kreises für große Radien r (er sollte asymptotisch von der Größenordnung {\displaystyle O(r^{{\frac {1}{2}}+\epsilon })} sein).
- Carmichaels Totientenfunktions-Vermutung

## Sonstige Zusammenstellungen ungelöster Probleme
Es gibt für verschiedene Teilgebiete der Mathematik bekannte Problemzusammenstellungen, so von Robion Kirby für die Geometrie und Topologie niedrigdimensionaler Mannigfaltigkeiten, Shing-Tung Yau für Differentialgeometrie (1982) oder das Buch von Richard K. Guy über ungelöste Probleme der elementaren Zahlentheorie. Der ungarische Mathematiker Paul Erdős ist für zahlreiche Probleme bekannt (einige sind oben aufgeführt), für deren Lösung er oft auch selbst kleinere und größere Geldsummen aussetzte. Auch die polnische Mathematikerschule der Zwischenkriegszeit ist für ihre Orientierung an Problemen bekannt, gesammelt zum Beispiel im Schottischen Buch.
John von Neumann hielt auf dem Internationalen Mathematikerkongress am 2. September 1954 in Amsterdam auf Einladung von Hendrik Kloosterman einen Vortrag im Concertgebouw über ungelöste Probleme der Mathematik, der einen ähnlichen Überblick wie Hilbert 1900 auf dem Kongress in Paris geben sollte. Von Neumann behandelte Probleme aus seinem eigenen Forschungsbereich, insbesondere Operatoralgebren, Grundlagen der Quantenmechanik und damit zusammenhängende Wahrscheinlichkeitstheorie und Logik. Der Vortrag wurde aber nie publiziert (weder in den Vortragsbänden zum ICM 1954 noch in den Gesammelten Werken von von Neumann). Als zentrales Problem sah er die Entwicklung einer Theorie unbeschränkter Operatoren in Hilberträumen im Hinblick auf die Begründung der Quantenmechanik. Er gab eine Übersicht über seine Klassifizierung von von Neumann Algebren und erläuterte, warum er Typ-{\displaystyle II_{1}}-Algebren für aussichtsreiche Kandidaten einer mathematischen Theorie der Quantenmechanik sah (etwas, was sich sonst nicht in seinen Veröffentlichungen und im Nachlass findet und in dem ihm auch die weitere historische Entwicklung nicht folgte). Freeman Dyson, der den Vortrag auf dem Kongress hörte, erklärte den Misserfolg des Vortrags damit, dass von Neumann damals stark mit anderen Dingen beschäftigt war und erst kurz vor dem Vortragstermin eine alte Übersicht über Operatoralgebren aus den 1930er Jahren ausgrub. Die Enttäuschung auf dem Kongress war groß (man erwartete, dass er zumindest seine Arbeit zu Computern erwähnte), nach einem Zwischenruf in Deutsch (aufgewärmte Suppe) bemühte sich von Neumann schnell zum Ende zu kommen und verließ den Saal ohne Fragen zu beantworten.
Eine Reihe offener Probleme in der mathematischen Physik stellte Barry Simon 1984 zusammen (Simon-Probleme, aktualisiert 2000).

## Lösungen für berühmte Probleme
- 1974: letzte der Weil-Vermutungen bewiesen
- 1977: Vier-Farben-Problem
- 1983: Vermutung von Mordell
- 1985: Bieberbachsche Vermutung
- 1995: Fermatsche Vermutung
- 1998: Keplersche Vermutung
- 2002: Catalansche Vermutung
- 2002: Poincaré-Vermutung

Über viele Jahrhunderte hinweg gab es auch in der Geometrie einige berühmte ungelöste Probleme (Konstruktionen). Diese werden auch die „Klassischen Probleme der antiken Mathematik“ genannt. Erst 1882 (Beweis der Unmöglichkeit der Quadratur des Kreises) konnte auch das letzte dieser „ungelösten“ geometrischen Probleme als „unmöglich lösbares“ Problem erkannt werden. Der Schlüssel zur Lösung war die Zurückführung geometrischer auf algebraische Probleme.
Zwei weitere klassische Probleme, die lange die Mathematiker beschäftigten, waren der Beweis des Parallelenaxioms aus den übrigen Axiomen der euklidischen Geometrie, was zur Entwicklung der nichteuklidischen Geometrien führte, in denen das Axiom nicht gilt, und die Frage der Auflösbarkeit von Gleichungen höher als vierten Grades durch Radikale, was durch die Galois-Theorie und die Arbeit von Niels Henrik Abel als im Allgemeinen unlösbar erkannt wurde.